# Stazione di Marzocca
Stazione di Marzocca vasútállomás Olaszországban, Marche régióban, Senigallia település Marzocca frazionéjában.

## Vasútvonalak
Az állomást az alábbi vasútvonalak érintik:
- Bologna–Ancona-vasútvonal

## Kapcsolódó állomások
A vasútállomáshoz az alábbi állomások vannak a legközelebb: 
- Stazione di Montemarciano
- Stazione di Senigallia